# Nata de huevo

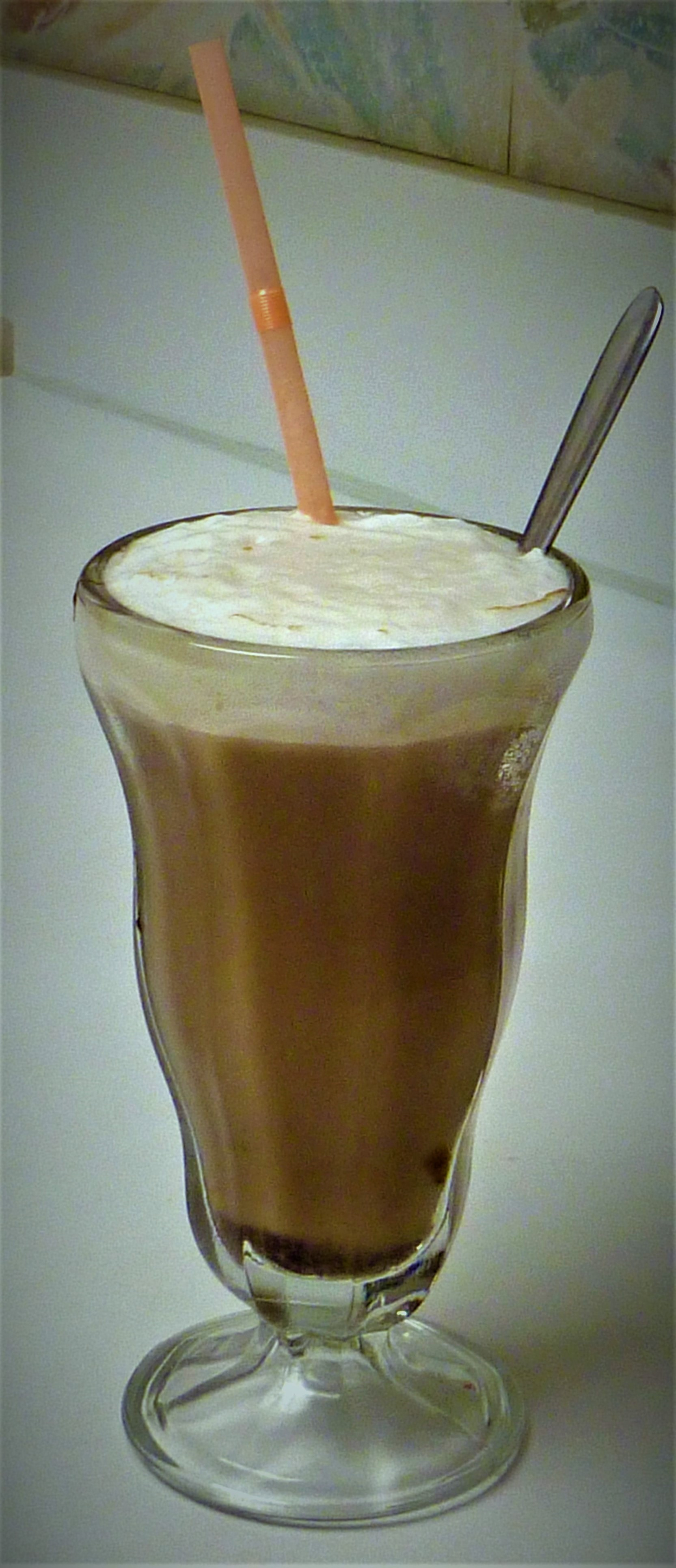
Nata de huevo

La nata de huevo o Egg cream es una bebida popular en Estados Unidos. Se compone de leche entera, agua carbonatada y sirope de chocolate.  A pesar de su nombre, la receta no contiene ni nata, ni huevo.
Está asociada principalmente a Brooklyn, supuesto lugar de su creación a finales del siglo XIX por Louis Auster, dueño de una tienda de caramelos en ese barrio.
Es una bebida exclusiva de fuente de soda. Aunque ha habido intentos de embotellarla, ninguna ha tenido éxito ya que su sabor fresco y su espuma, similar a la de la cerveza requiere realizar la mezcla de los ingredientes justo antes de beberla.
El 15 de marzo es el "National Egg Cream Day", el día nacional de la nata de huevo en los Estados Unidos.